# Overeenstemmingsexperimenten van Asch

De overeenstemmingsexperimenten van Asch vormen een reeks van experimenten in het kader van normatieve sociale beïnvloeding, binnen de sociale psychologie waarin werd aangetoond in hoeverre de mening van mensen bepaald wordt door de meerderheid in een groep (conformisme). De experimenten zijn in de jaren vijftig van de twintigste eeuw uitgevoerd door de Amerikaanse psycholoog Solomon Asch.
Asch liet proefpersonen lijnstukken van verschillende lengtes beoordelen. Iedereen kan de verschillen tussen de lijnstukken zien (zie figuur) In het experiment liet Asch bijvoorbeeld 6 rolspelers bij een van de opdrachten beweren dat lijnstuk 1 even groot was als lijnstuk A.
De proefpersonen geloofden dat de rolspelers serieus hun antwoord gaven. Bij een derde van de opdrachten stemden de proefpersonen in met de mening van de meerderheid, terwijl driekwart van de proefpersonen bij één opdracht met de mening van de meerderheid meeging. Degenen die zich conformeerden deden dit ofwel omdat ze niet de indruk wilden wekken anders te denken. Maar ook velen van degenen die bij hun eigen juiste mening bleven, vermeldden na afloop van het experiment dat zij onder druk stonden.
In een studie van Larsen (1990) werd het experiment van Asch zorgvuldig gerepliceerd.. Ook studies met andere taken geven gelijkaardige resultaten op vlak van conformisme. Een nieuwe replicatie werd gepubliceerd in 2023, waarbij de effecten van groepsdruk ook bleken te spelen in de vorming van politieke opinies.